# Ludwig von Brenner
Ludwig von Brenner (19. září 1833, Lipsko – 9. února 1902, Berlín) byl německý dirigent a hudební skladatel. Narodil se v Lipsku a nejprve studoval hudbu na místní konzervatoři. Později se usadil v Petrohradu, kde vystupoval s místním orchestrem. Roku 1872 se vrátil do Německa, stal se dirigentem Berlínského symfonického orchestru a o čtyři roky později založil svůj vlastní orchestr. Roku 1882 se stal prvním dirigentem nově vzniklých Berlínských filharmoniků; zde zůstal do roku 1887, kdy jej nahradil Hans von Bülow. Mimo dirigentské činnosti se věnoval skládání duchovní hudby. Zemřel v Berlíně ve věku 68 let.